# Xenotoca eiseni
Xenotoca eiseni è un pesce d'acqua dolce appartenente alla famiglia Goodeidae.

## Distribuzione e habitat
Questa specie è diffusa in America Centrale, nelle acque dolci del Messico (ruscelli e piccoli fiumi).

## Descrizione
Presenta una testa allungata, con profilo dorsale e anale molto pronunciati. Il peduncolo caudale è lungo e robusto, la pinna caudale è ampia e a delta. Le altre pinne sono arrotondate. La livrea presenta un corpo bruno-verdastro, con ampie zone azzurrine dai riflessi metallici e peduncolo caudale variabile dal giallo arancio al rosso vivo. La femmina presenta una livrea più smorta, ma con la medesima macchia rossastra. Il maschio inoltre presenta un incavo alla radice della pinna anale, utilizzato durante l'accoppiamento per fecondare la femmina.

Raggiunge una lunghezza massima di 6–7 cm. La femmina è leggermente più grande.